# Super Mario Run
Super Mario Run – komputerowa gra platformowa stworzona przez japońską firmę Nintendo. Została udostępniona 15 grudnia 2016 roku. Jest to produkcja typu „auto-runner”, w której gracz steruje Mario automatycznie biegnącym w prawo. Zadaniem gracza jest zabijanie przeciwników i zbieranie monet. Jest to pierwsza gra z serii na urządzenia mobilne.
Średnia ocen na agregatorze Metacritic wynosi 76 na 100. Po zapowiedzi daty premiery gry, akcje Nintendo poszły w górę o 2,8%. Krytyk z IGN zauważył, że gra jest uzależniająca. Po przejściu wszystkich poziomów, zaczął grać ponownie w celu poprawienia swoich wyników. Napisał też, że Super Mario Run nie jest najładniejszą grą z serii, ale zawiera jej fundamentalne elementy i urok.